# Progressive Aerodyne SeaRey
Progressive Aerodyne SeaRey — американський одномоторний легкий багатоцільовий літак-амфібія, який виробляється компанією «Progressive Aerodyne» з 1992 року. 

## Опис
Літак моделі «SeaRey LSX» був спроектуваний у 1989 році компанією «Progressive Aerodyne» як легкий приватний літак-амфібія. Перший політ літака модифікації «SeaRey LSX» відбувся 13 листопада 1992 року. Літак моделі «SeaRey Elite» позиціонується як легкий спортивний, завдяки великій швидкісті та високій маневреності.
Компанія «Progressive Aerodyne» випускає літаки як набори для самостійної збірки, модель «SeaRey LSX», так і вже готові — моделі «SeaRey Elite». Вартість комплекту становить приблизно 128 тис. доларів США, станом на 2015 рік. Для того, щоб повністю скласти літак «SeaRey» потрібно близько 750 годин. 
Загалом, у період з 1992 по 2011 рік, було побудовано 480 літаків в різних модифікаціях. Завдяки високій затребуваності літаки «Progressive Aerodнyne SeaRey» продовжують випускатися донині. 

## Конструкція

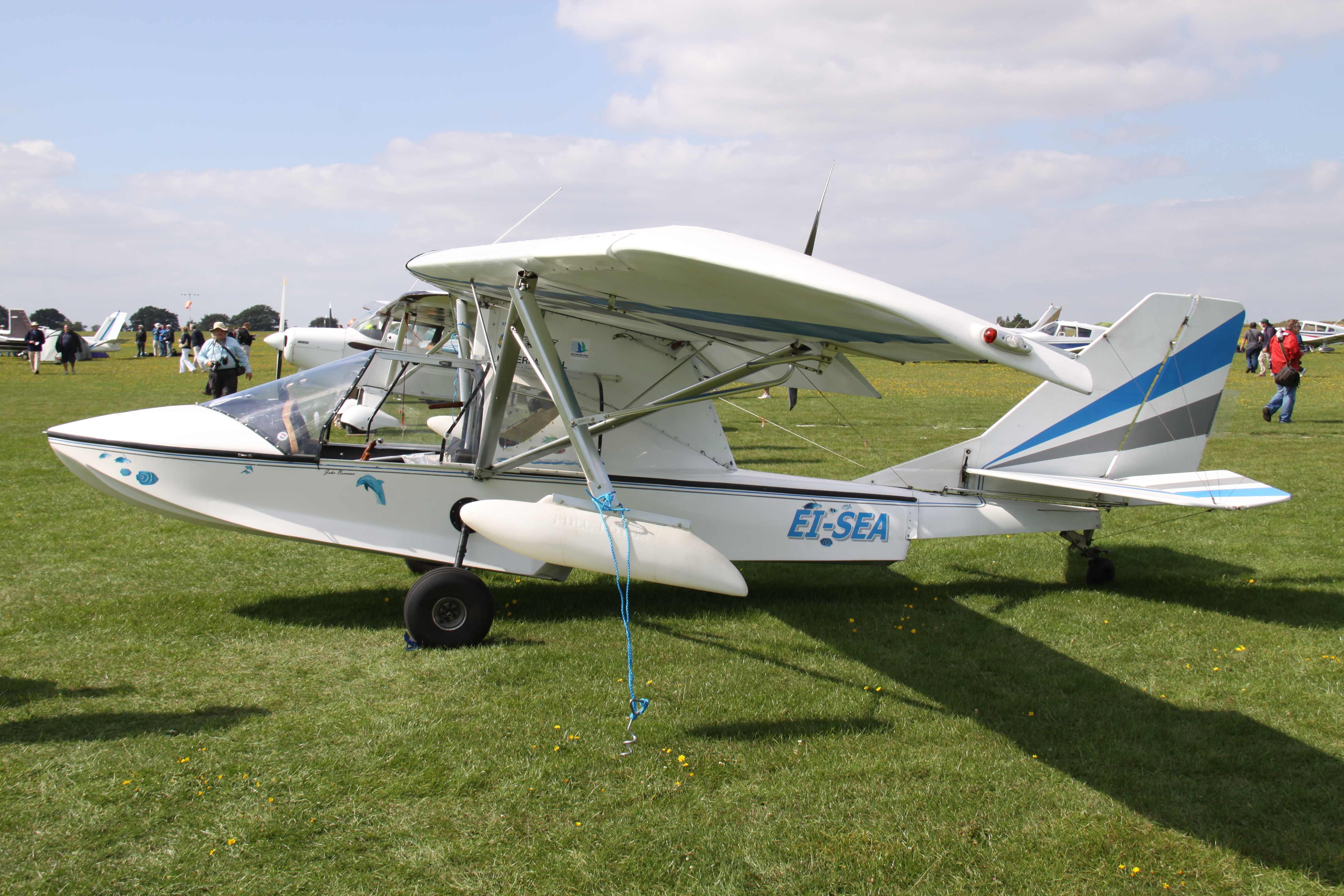

Літак моделі «SeaRey» є монопланом з високим розміщенням крила конічної форми. Крило закріплене над фюзеляжем на вертикальному пілоні, воно скошене назад по передній крайці, та рівне по задній крайці. Двигун розташований зверху на крилі. Літак має шасі та поплавки, які прибираються.

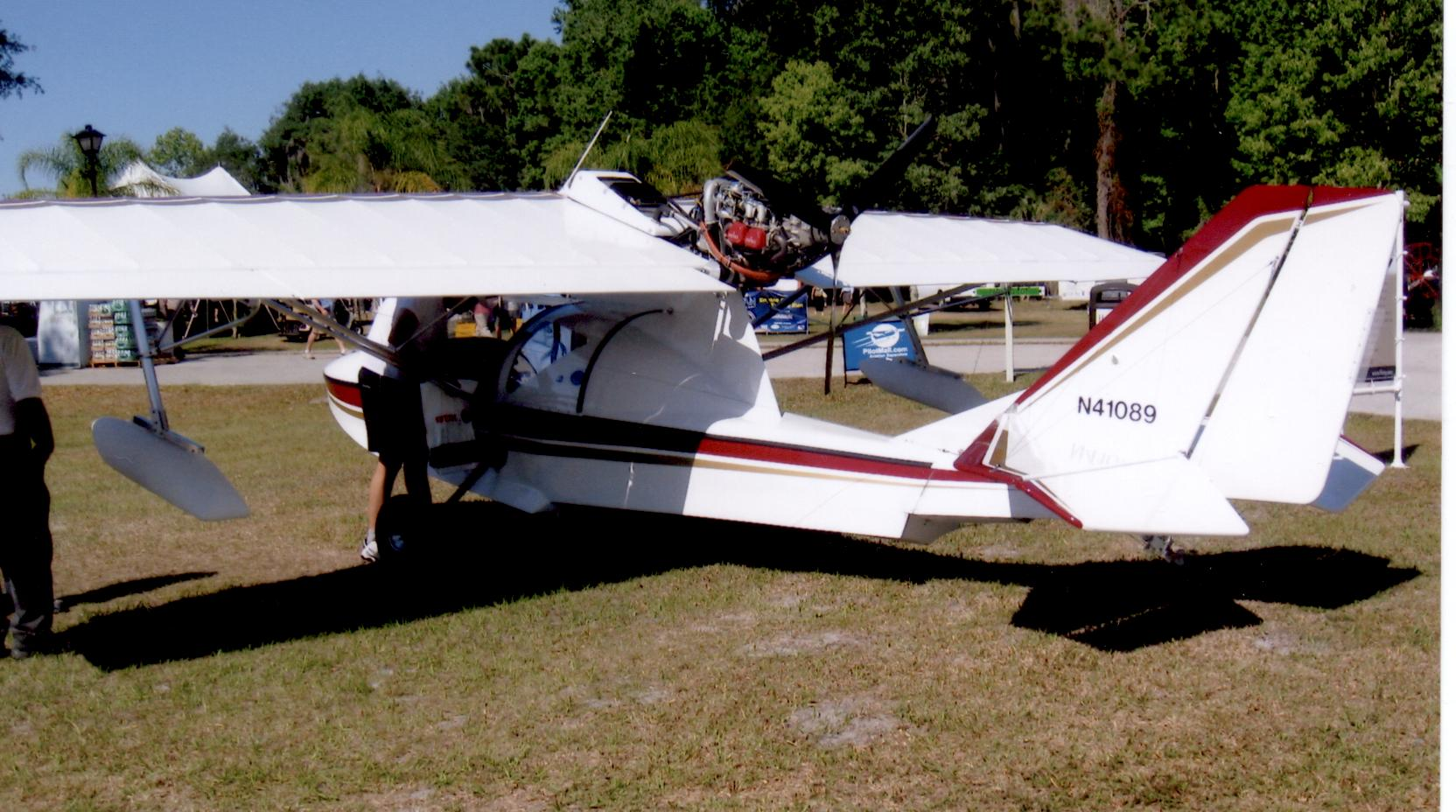

Кабіна літака «Progressive Aerodyne SeaRey» розрахована на двох осіб — пілота та пасажира. Вонав має ширину від 1,18 м. у звичайній модифікації, до 1,44 м. — в модифікації «SeaRey Elite».  Посадка здійснюється через дві скляні стулки ліхтаря, які можна відкривати у польоті. Позаду регульованих сидінь знаходиться містке багажне відділення.
Літак стійкий до звалювання в штопор, легкий та чуйтливий в керуванні, управління здвоєне. Для зльоту та посадки на ґрунт або воду літаку достатньо 122 метри вільного простору. Літак здатний сідати на воду при хвилі висотою до 30 см. Тривалість польоту становить до 4 години.
Літаки моделі «SeaRey LSX» та «SeaRey Adventure» оснащені одним поршневим авіаційним двигуном «Rotax 912 ULS» 80 к.с., модель «SeaRey Elite» обладнана двигуном «Rotax 914» на 115 к.с., що дозволяє літаку розганятися до 225 км/г.
Максимальна дистанція польоту становить до 1600 кілометрів, що перевищує максимальні показники інших літальних апаратів цього типу.

## Модифікації
Компанія «Progressive Aerodyne» випускає модифікації «SeaRey LSX» та «SeaRey Adventure» (S-LSA).

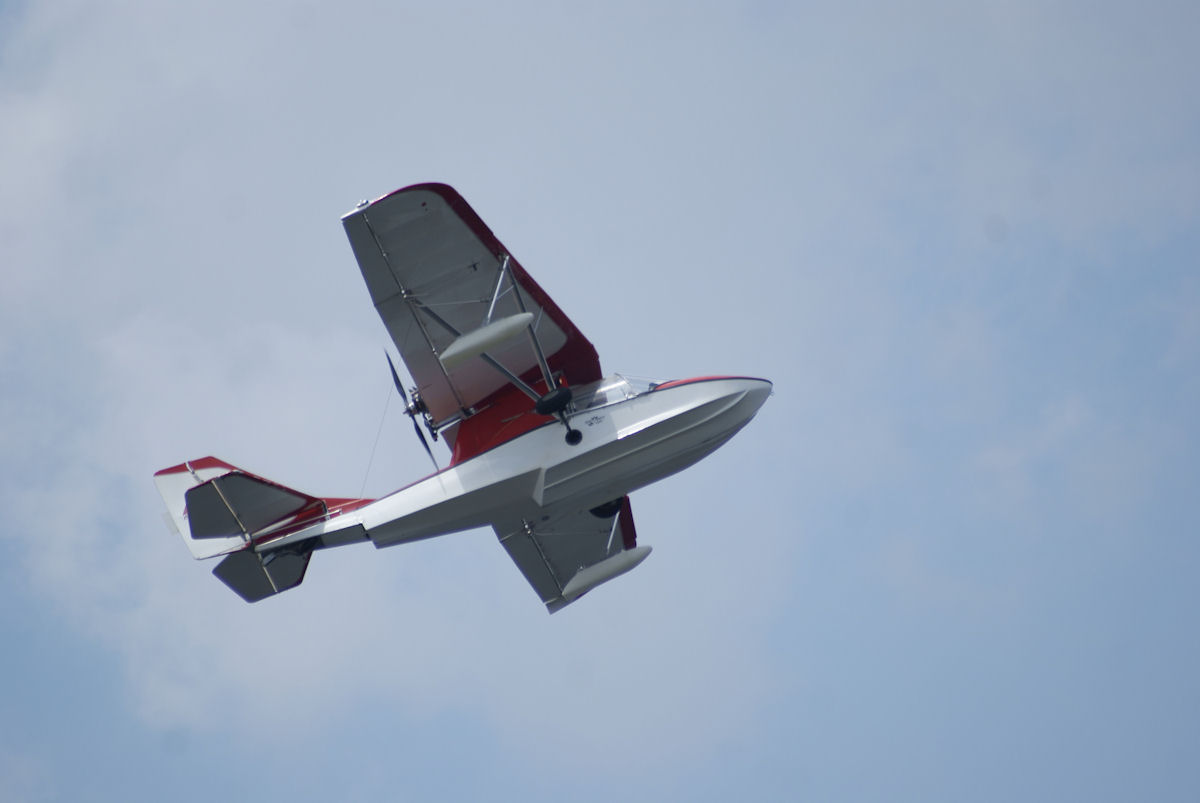
«Progressive Aerodyne SeaRey» в небі

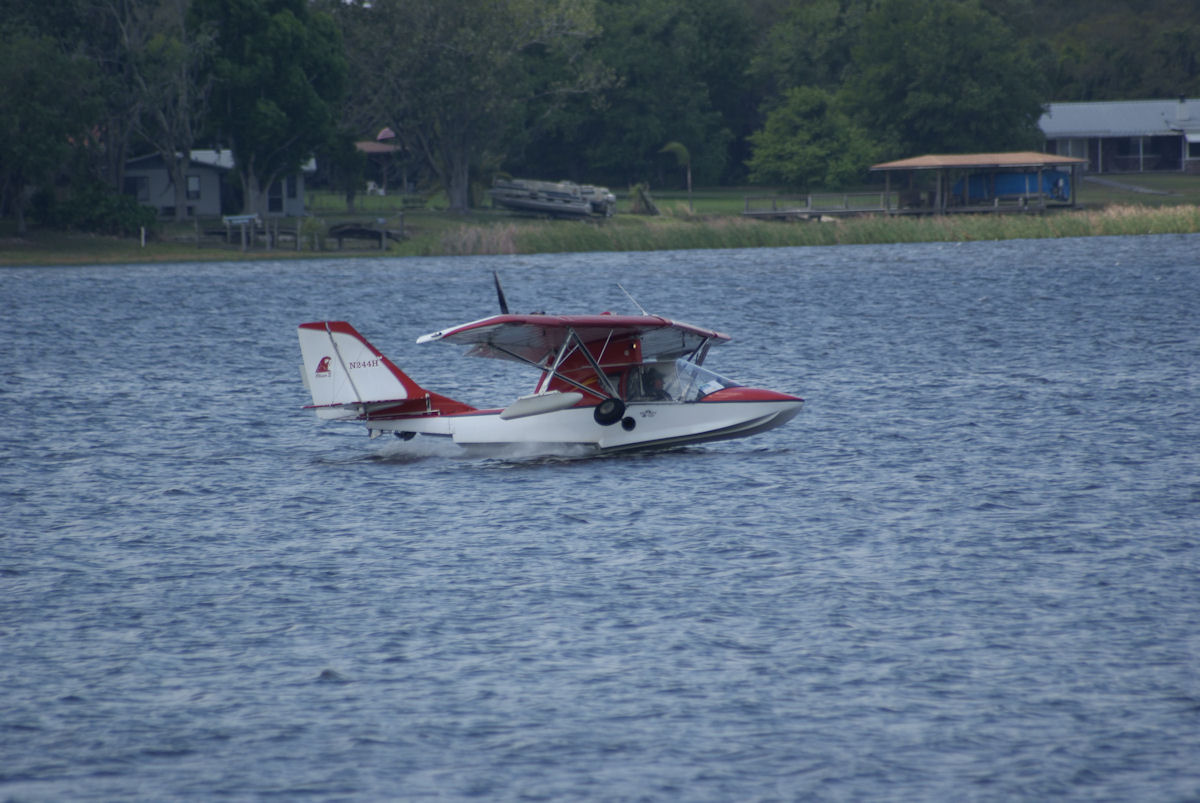
«Progressive Aerodyne SeaRey» під час посадки на водну поверхню

У 2012 році компанія «Progressive Aerodyne» спроектувала, а у 2017 році почала серійне виробництво моделі «SeaRey Elite», яка позиціонується як легкий спортивний літак, та оснащена турбованим двигуном «Rotax 914» на 115 к.с.. Модель «SeaRey Elite» випускається у зібраному вигляді.

## Світлини

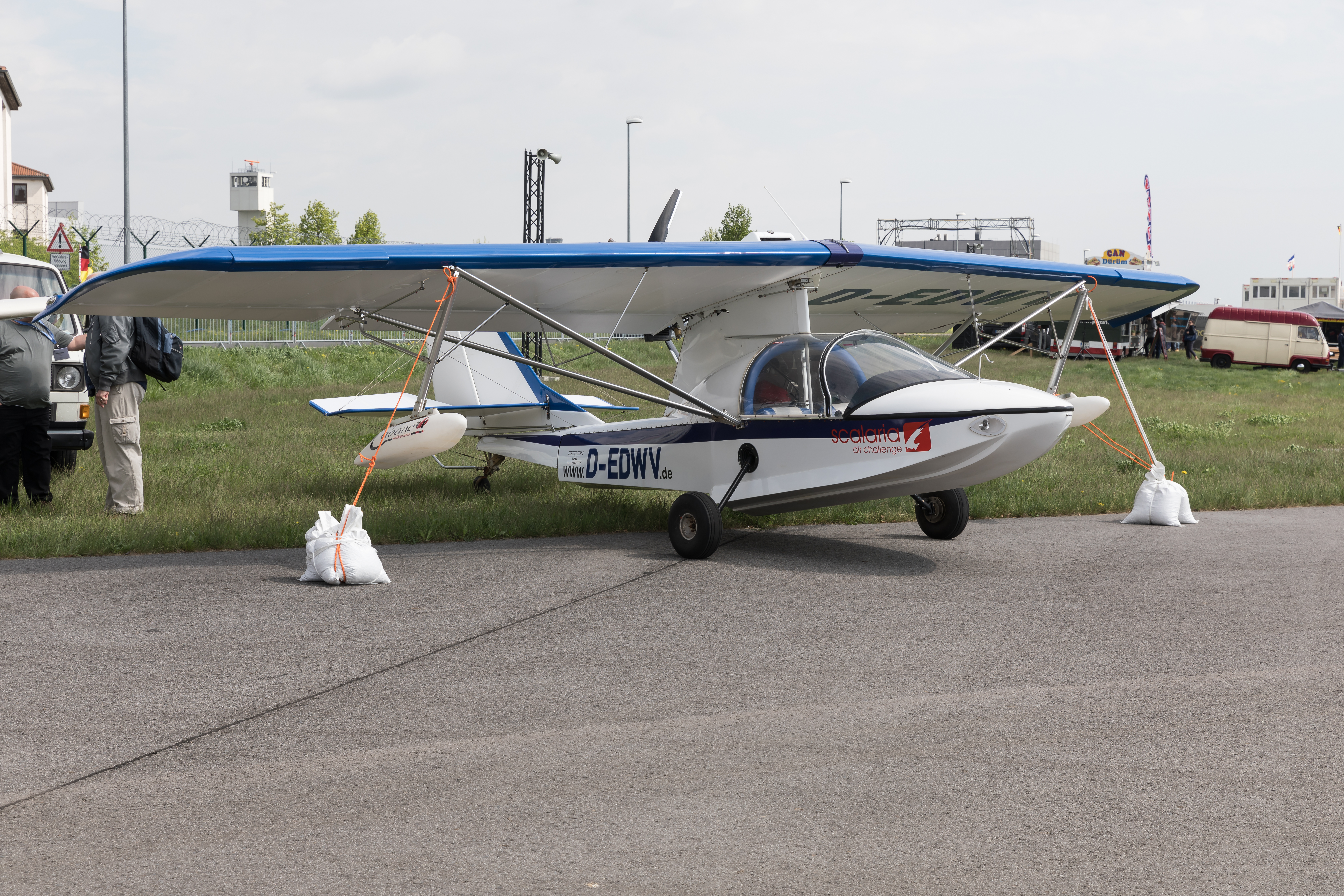
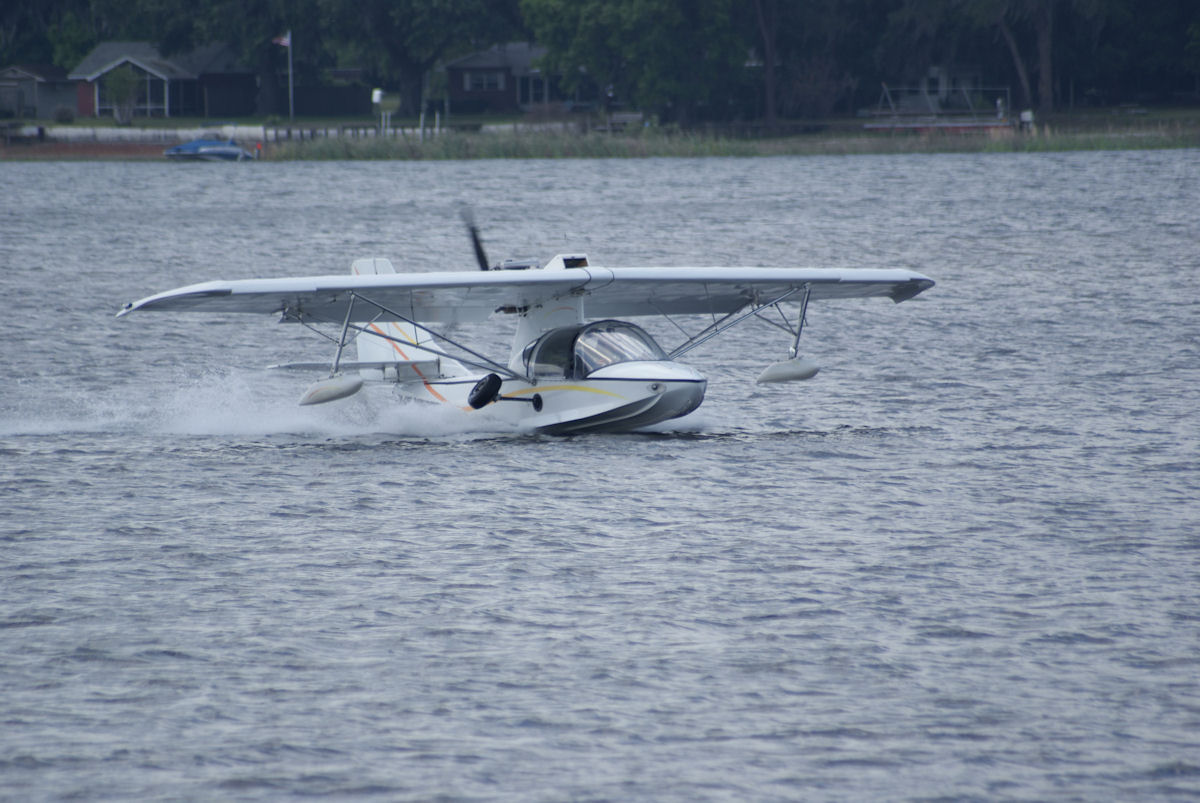
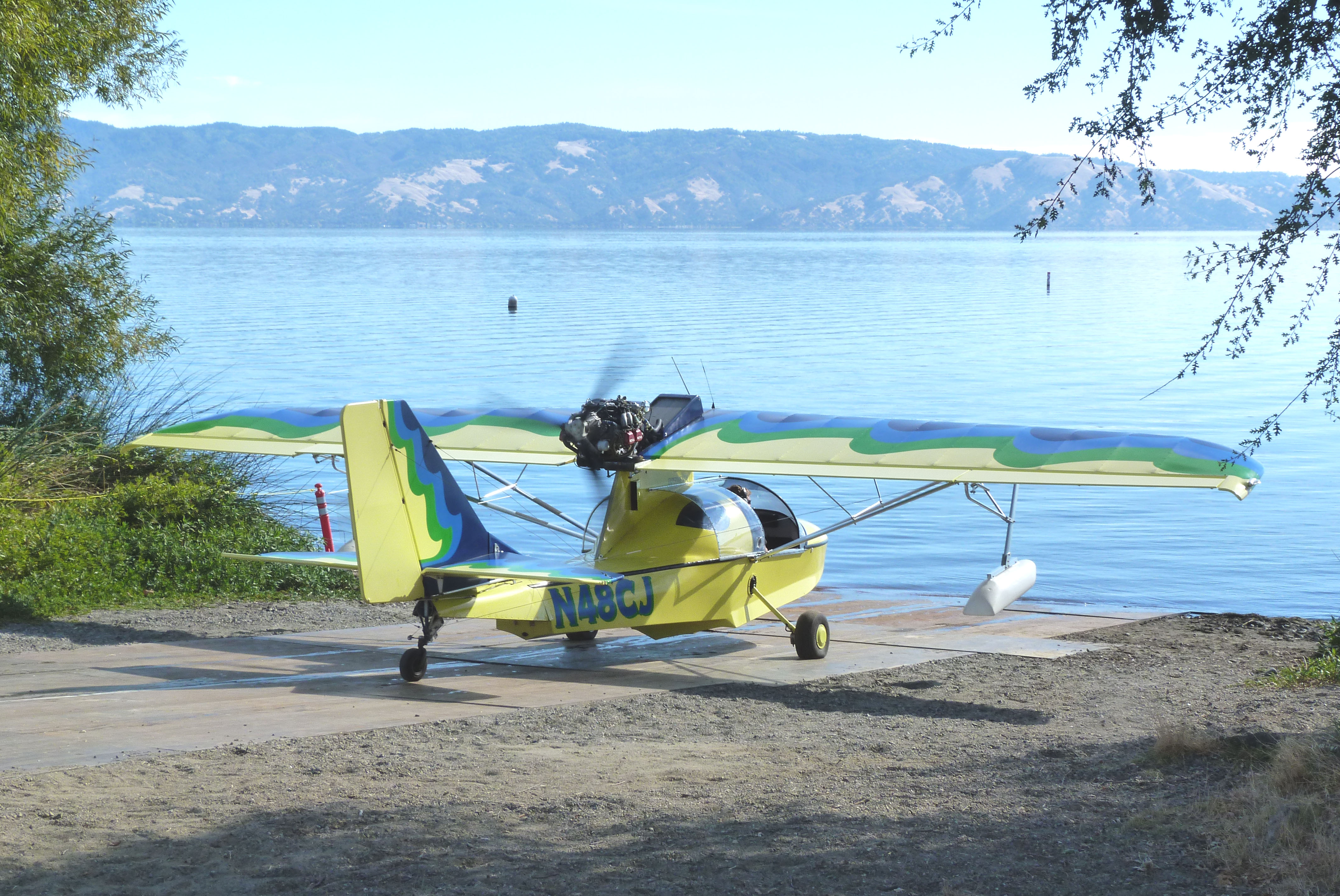
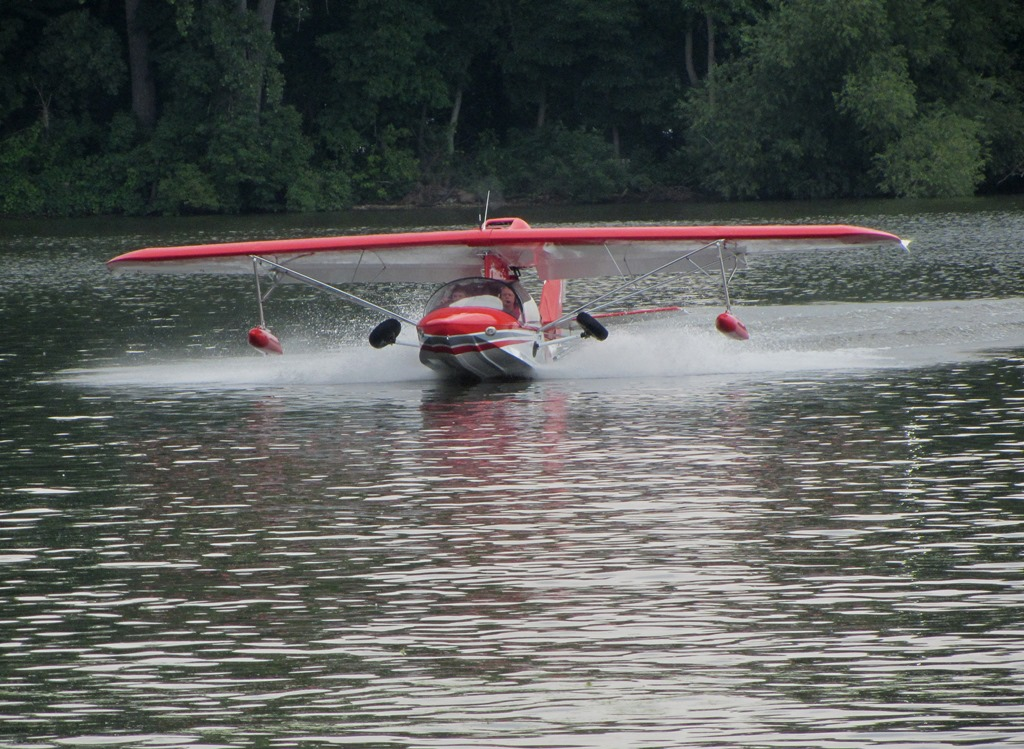

## Літально-технічні характеристики
| Характеристика                                                   | Показник               |
| ---------------------------------------------------------------- | ---------------------- |
| Виробник                                                         | «Progressive Aerodyne» |
| Авіадвигун                                                       | «Rotax 912»            |
| Тип авіадвигуна                                                  | поршневий              |
| Потужність двигуна                                               | 80 к.с.                |
| Розмах крила                                                     | 9,39 м.                |
| Довжина літака                                                   | 6,84 м.                |
| Висота літака                                                    | 1,96 м.                |
| Площа крила                                                      | 14,59 м2               |
| Вага порожнього літака                                           | 372 кг.                |
| Корисне навантаження                                             | 227 кг.                |
| Максимальна злітна вага                                          | 622 кг.                |
| Крейсерська швидкість                                            | 138 км\год.            |
| Максимальна швидкість горизонтального польоту                    | 194 км\год.            |
| Максимальна дальність польоту                                    | 1600 км.               |
| Максимальна висота польоту                                       | 3700 м.;               |
| Швидкопідйомність                                                | 3,05 м/с               |
| Мінімальна стабільна швидкість польоту в конкретній конфігурації | 120 км/год             |
| Навантаження на крило                                            | 39,7 кг/м²             |
| Екіпаж                                                           | 1 пілот                |
| Пасажиромісткість                                                | 1 особа                |